# Захаренко, Юрий Николаевич
Ю́рий Никола́евич Заха́ренко (бел. Юрый Захаранка; 4 января 1952, Василевичи, Полесская область — 7 мая 1999) — белорусский политик, министр внутренних дел Республики Беларусь (1994—1995). С 5 августа 1994 года до 16 апреля 1996 года — генерал-майор внутренней службы, с 16 апреля 1996 года — полковник. Член Объединённой гражданской партии.

## Биография
Окончил Волгоградскую высшую школу МВД СССР в 1977 году, Академию МВД СССР в 1987 году.
Срочную службу проходил на Балтийском флоте.
Работал следователем в Светлогорске, Гомеле, начальником следственного отдела, заместителем начальника управления внутренних дел Гомельского облисполкома (1977—1991), заместителем начальника Межрегионального управления по борьбе с организованной преступностью МВД СССР (1991—1992), начальником Следственного управления, затем Следственного комитета МВД Республики Беларусь (1992—1994), министром внутренних дел Республики Беларусь (28 июля 1994 — 16 октября 1995).
Участвовал в последнем съезде КПСС. Был в команде Александра Лукашенко во время президентских выборов 1994 года.
28 июля 1994 года Указом Президента Лукашенко № 11 назначен Министром внутренних дел Республики Беларусь. 5 августа 1994 года Указом Президента Лукашенко № 22 присвоено специальное звание генерал-майор внутренней службы.
Во время утверждения кандидатуры Захаренко Верховным советом за него проголосовало 234 депутата, против не проголосовал никто, воздержались 11. Участвовало в голосовании 245 народных депутатов Верховного совета Республики Беларусь XII созыва.
16 сентября 1995 года президент во время встречи с Захаренко высказал ему недовольство тем, что сотрудники органов правопорядка возражают против издания указов, лишающих их ряда социальных льгот. 16 октября 1995 года Указом Президента Лукашенко № 424 отправлен в отставку с должности Министра внутренних дел. До этого СМИ писали о конфликте министра с начальником управления делами президента Иваном Титенковым.
16 апреля 1996 года Указом Президента Лукашенко № 149 за грубое финансовое нарушение и упущения в работе понижен в звании до полковника милиции и уволен из Министерства внутренних дел.
В феврале 1998 года вошел в состав Национального исполнительного комитета, созданного оппозицией, председатель Комитета по безопасности. Являлся членом Национального Комитета ОГП.

## Исчезновение
Пропал без вести 7 мая 1999 года. По официальной версии, это случилось вечером в районе улицы Жуковского в Минске, когда Юрий Захаренко был похищен с применением насилия неустановленными лицами и увезён на легковом автомобиле в неизвестном направлении. По факту исчезновения экс-министра внутренних дел уголовное дело было возбуждено 17 сентября 1999 года по признакам преступления, предусмотренного статьёй 101 Уголовного кодекса РБ («Умышленное убийство», в редакции 1960 года).

### Версии исчезновения

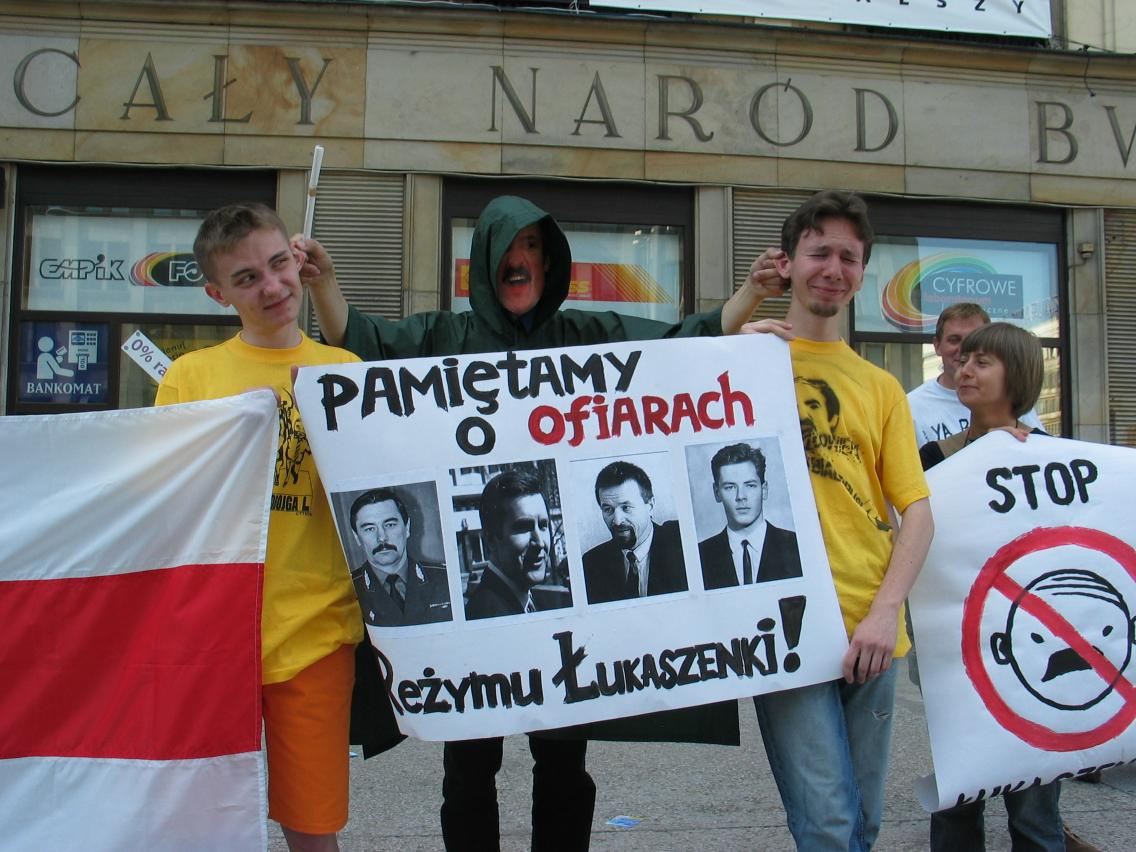
Демонстрация в Варшаве в память исчезнувших людей в Беларуси

По словам бывшего полковника ГРУ Владимира Бородача, Захаренко «захватил лукашенковский эскадрон смерти, его подвергли жестоким пыткам, били, применили психотропные спецсредства. У генерала выбивали признание якобы о подготовке государственного переворота. Поняв, что в суде он не подтвердит своих показаний, его расстреляли».
В своём интервью для Радио «Свобода» В. Бородач рассказал, что ему удалось выйти на след преступления. Он якобы встречался с начальником крематория Северного кладбища, который по приказу людей из спецслужб незаконно сжёг тело Захаренко. Позже кто-то напал на начальника крематория, избил, облил бензином и сжёг. После этого нападения полковника Бородача предупредили люди из спецслужб, и он решил покинуть Беларусь. Сейчас Бородач живёт в вынужденной эмиграции в Германии.
Николай Чергинец уверен, что Захаренко убили, но Лукашенко к этому не причастен.
В 2020 г. об обстоятельствах убийства Захаренко рассказал бывший боец СОБРа Юрий Гаравский. В 2023 году Гаравский предстал перед судом швейцарского кантона Санкт-Галлен по обвинению в насильственном исчезновении Захаренко, Гончара и Красовского, но был оправдан.

### Версии выдвинутые Лукашенко
В 2010 году в интервью американскому профессору Григорию Иоффе, а также в 2019 году в интервью А. Венедиктову А. Лукашенко сказал, что Ю. Захаренко, будучи министром, взял в долг крупную сумму денег на Украине, которую не вернул. Также он отметил, что через пять лет после исчезновения Захаренко сфотографировали в Германии и фото опубликовали в немецкой газете. После этого Министерством иностранных дел Республики Беларусь был отправлен запрос в Германию, ответ на который не был получен. О. Волчек, руководитель правозащитного центра «Правовая помощь населению», представитель семьи Захаренко, заявил, что Ю. Захаренко не имел бизнеса на Украине.

## Семья
Мать — Ульяна Григорьевна (умерла в 2018 году на 95-м году жизни), был брат Владимир. Жена Ольга, дочери Елена и Юлия, 3 ноября 1998 года родился внук Кирилл, в 2009 году родился второй внук Денис.

## Чины и звания
- 28 июля 1994 года — Министр внутренних дел Республики Беларусь[17]
- 5 августа 1994 года — генерал-майор внутренней службы[18]
- 16 октября 1995 года — освобождён от должности Министра внутренних дел Республики Беларусь[19]
- 16 апреля 1996 года понижен в специальном звании до полковника и уволен из Министерства внутренних дел[4]